# Asterocladales
Asterocladales é uma ordem de algas castanhas marinhas da classe Phaeophyceae que na sua presente circunscrição taxonómica é monotípica tendo como única família Asterocladaceae, com um único género e três espécies. A ordem tem distribuição cosmopolita nas águas marinhas das regiões de clima temperado e quente.

## Descrição
Os membros do ordem Asterocladales, todos agrupados no género Asterocladon D.G. Müller, E.R. Parodi & A.F. Peters, 1999, são algas formadoras de colónias talosas que apresentam filamentosas e prostradas. Os eixos dos talos são monósticos ou oligósticos. As células contêm 2-8 cloroplastos oblongos agregados em torno de pirenoides proximais.
Na reprodução sexual ocorre anisogamia com formação de gâmetas desprovidos de  mancha ocelar. Os zooidângios são uniloculares, com 20-25 μm de comprimento por 15-20 μm de largura, sésseis inseridos nas faces laterais dos eixos. Os unizooides não apresentam mancha ocelar (ou estigma). Os gametângios são pluriloculares intercalares ou terminais nos eixos dos talos.

## Taxonomia e sistemática
A ordem Asterocladales é um táxon monotípico que agrega uma única família:
- Família Asterocladaceae T.Silberfeld, M.-F.Racault, R.L.Fletcher, A.F.Peters, F.Rousseau & B.de Reviers, 2011
  - Asterocladon D.G. Müller, E.R. Parodi & A.F. Peters, 1999
    - Asterocladon interjectum Uwai, Nagasato, Motomura & Kogame 2005[1]
    - Asterocladon lobatum D.G.Müller, E.R.Parodi & A.F.Peters 1999 (espécie tipo (holotipoe) do género Asterocladon)[3]
    - Asterocladon rhodochortonoides (Børgesen) S.Uwai, C.Nagasato, T.Motomura & K.Kogame 2005[4]